# Petri Oravainen
Petri Oravainen, född 26 januari 1983 i Helsingfors, är en finländsk fotbollsspelare som spelar för PuiU. Han avgjorde Finska Ligacupen 2008 i finalen mot FC Honka från Esbo.